# Oiulari
Oiulari est le mot basque signifiant « crieur ». Il existe des êtres surnaturels manifestant leur présence par de forts cris ou par des hennissements. Un Basajaun vivait à Mogulegorreta (parc naturel de Gorbeia) il poussa un cri (oihu). Une jeune fille qui fauchait la fougère dans cette montagne, lui répondit ijiji. Le Basajaun l'enleva et l'amena à sa caverne.
Au lieu-dit Kobatxoitturi (Ataun), les gens de la maison Artzate étaient en train de charger le four à chaux de combustible avec l'aide des voisins. Le four étant déjà rempli de pierres. Une nuit, alors qu'ils étaient en plein travail, ils entendirent un hennissement provenant des hauteurs d'Iruzuloeta (dans le massif d'Olatzaitz où les Jentil vivaient). L'un des travailleurs répondit :
« au lieu de pousser des cris tu ferais mieux de descendre nous aider »
Alors le Jentil d'Iruzuloeta lança un énorme rocher qui tomba justement sur le four et l'écrasa. Le rocher y est encore et le four inutilisable.
Un génie laissa ainsi son empreinte sur la porte d'une cabane de Laumugarrixeta, en expédiant une gifle à un paysan qui avait osé lui répondre et qui courait s'y réfugier. On sait que la maison est sacrée. Elle est placée sous la protection de Dieu et des âmes des ancêtres. Celui qui s'y réfugie jouit du droit d'asile. Toute personne, y compris les génies, qui en poursuit une autre, ne doit pas franchir le seuil de la porte pour s'en emparer.
Des femmes s'en retournaient chez elles de nuit après avoir filé dans la maison Batix à Larrazabal. Elles entendirent un irrintzi (ce fameux cri basque qui ressemble à un hennissement et qui sert aux bergers pour communiquer entre eux dans les montagnes) et elles répondirent de la même façon. Mais quand elles entendirent un autre bien plus proche, elles eurent peur et s'échappèrent en courant vers une maison. Au moment de fermer la porte, ce qui arrivait en lançant du feu la frappa et laissa la marque de dix doigts. Cette maison s'appelle Urkiza aurrekua.
Enfin, un homme de Licq (Soule) se rendait au port de Larrau. La nuit le surprit en chemin. Il poussa comme un hennissement. Du bois, il entendit une réponse. Il continua et en poussa un autre. On lui répondit du même endroit que précédemment. Arrivé à la cabane d'Ibarrondo, il en poussa un troisième. Lorsqu'il entra, il demanda aux autres bergers:
« Qui m'a répondu ? »
« Ce n'était pas nous » répondirent-ils. « C'était le Basajaun. Si jamais nous l'avions fait, c'est lui qui serait venu ici ».

## Étymologie
Oihulari signifie « crieur » en basque. Le suffixe a désigne l'article : oihularia se traduit donc par « le crieur », « celui qui crie ». Se prononce : oyoulari.